# 波尔托马焦雷
波尔托马焦雷（義大利語：Portomaggiore），是意大利费拉拉省的一个市镇。总面积126平方公里，人口11642人，人口密度91.9人/平方公里（2022年）。ISTAT代码为038019。